# La Chaise-Dieu
La Chaise-Dieu è un comune francese di 800 abitanti situato nel dipartimento dell'Alta Loira della regione dell'Alvernia-Rodano-Alpi. È noto per la presenza della famosa omonima abbazia.

## Società

### Evoluzione demografica
Abitanti censiti